# Odontopera heydena
Odontopera heydena är en fjärilsart som beskrevs av Swinhoe 1894. Odontopera heydena ingår i släktet Odontopera och familjen mätare. Inga underarter finns listade i Catalogue of Life.